# Seemannsmission Cuxhaven

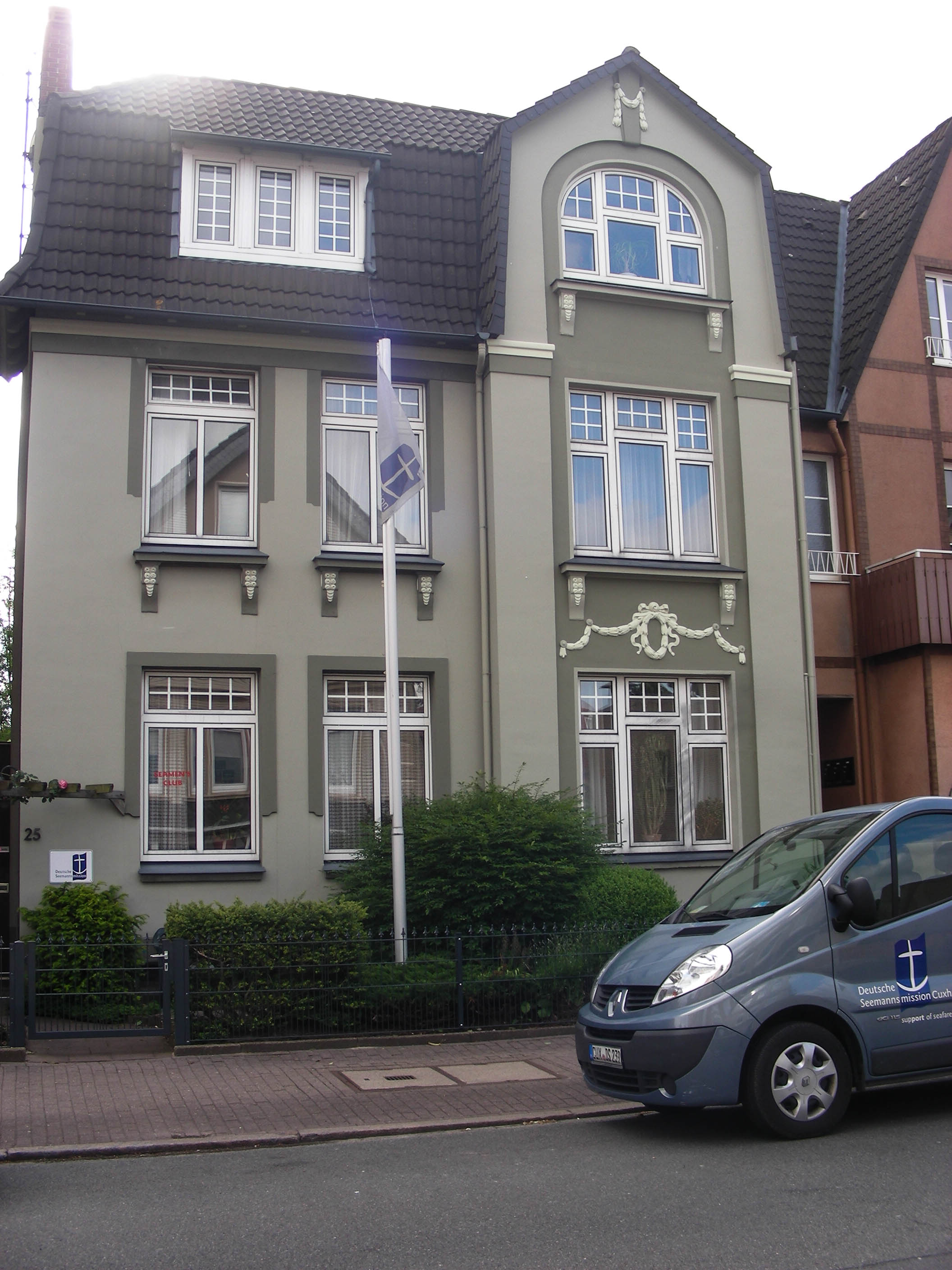
Seemannsmission Cuxhaven

Die Seemannsmission Cuxhaven wird von der Deutsche Seemannsmission Hannover e. V. betrieben und ist damit Mitglied in der Deutschen Seemannsmission. Sie befindet sich in Cuxhaven an der Mündung der Elbe in die Nordsee, der Kreisstadt des gleichnamigen Landkreises in Niedersachsen.
Die Seemannsmission Cuxhaven betreibt ein Seemannsheim mit zwei Gästezimmern plus Aufenthaltsräumen. Im Erdgeschoss befindet sich ein Clubbereich, der vier Mal wöchentlich für Seeleute geöffnet ist, wobei am Wochenende je nach Bedarf Öffnungszeiten hinzukommen können.

## Geschichte
Die Geschichte der Seemannsmission ist eng mit der Entwicklung der Fischindustrie in Cuxhaven verknüpft. Es war die Sorge um das Wohl der schnell wachsenden Zahl an Seefischern, die 1908 für die Gründung eines Seemannsheimes sorgte. Nach einer wechselvollen Geschichte und mehreren Schließungen wurde die Seemannsmission Cuxhaven 1977 wieder errichtet.
Die Seemannsmission Cuxhaven und die Seemannsmission Bremerhaven wurden 2019 vom Bundesministerium für Digitales und Verkehr als Beispiele in deutschen Hafenstädten dokumentiert, dass auch Seemannsmissionen in Deutschland den internationalen "Day of the Seafarer" zum Anlass nehmen, im Sinne einer gesamtgesellschaftlich wichtigen Sicherheitskultur in der Seeschifffahrt mit Veranstaltungen vor Ort auf die harte Arbeit von Seeleuten aufmerksam zu machen. Inhaltlich unterstützt wird die Arbeit von Seemannsmissionen auch durch den Sonntag des Meeres. 
Stand 2021 ist es der Wunsch der Seemannsmission, näher an den Hafen und die Seeleute heranzurücken und eine  Anlaufstelle in der Nähe des Cuxport-Terminals zu schaffen.

## Vereinsarbeit
Unter der Leitung von Seemannsdiakon Martin Struwe wird die Arbeit im Club von zwei hauptamtlichen und fünf ehrenamtlichen Mitarbeitern geleistet. Für den Transfer der Seeleute von und zum Hafen und zu Supermärkten wird ein Bus-Shuttle angeboten. Die durchschnittliche Liegezeit im Hafen ist immer mehr zurückgegangen und besteht oft nur aus ein paar Stunden. Das bedeutet für Seeleute, dass sie während ihrer kurzen Liegezeit nicht die Stadt und den Hafen entdecken können, sondern oft Bordarbeit anfällt, so muss z. B. der Ent- und Beladungsprozess überwacht werden. Wie in jeder Seemannsmission sind deshalb Bordbesuche sehr wichtig, bei denen die Vereinsmitarbeiter viele für die Seeleute wichtigen Dinge im Gepäck haben, insbesondere SIM-Karten und Produkte des täglichen Bedarfs. Weiterhin übernehmen die Mitarbeiter der Seemannsmission Krankenbesuche und seelsorgerische Unterstützung. Es wird auch nach Möglichkeit eine FSJ- oder BufDi-Stelle besetzt. Zur Weihnachtszeit verteilen die Mitarbeiter der Mission bei Bordbesuchen selbstgepackte und gespendete Weihnachtstüten.
Unterstützt wird die Seemannsmission von einem Förderverein. Der Verein wurde 2016 mit 30 Mitgliedern gegründet und hat das Ziel, die Projekte der Mission zu fördern und ihre öffentliche Wahrnehmung zu stärken. Mittlerweile zählt er bereits rund 130 Mitglieder.
Martin Struwe, Diakon und Leiter der Seemannsmission Cuxhaven, hat im Oktober 2023 für seine Verdienste das Bundesverdienstkreuz am Bande verliehen bekommen.

## Ausstattung
In dem Clubgebäude befinden sich Sitzecken, ein kleiner Shop mit Dingen des täglichen Bedarfs wie SIM-Karten, Hygieneartikel, Getränke und Snacks für den Aufenthalt im Club, Telefone und eine Sauna. Für den Kontakt nach Hause können Seeleute ein freies W-LAN in allen Räumen nutzen. Ein Garten ergänzt die Ausstattung.

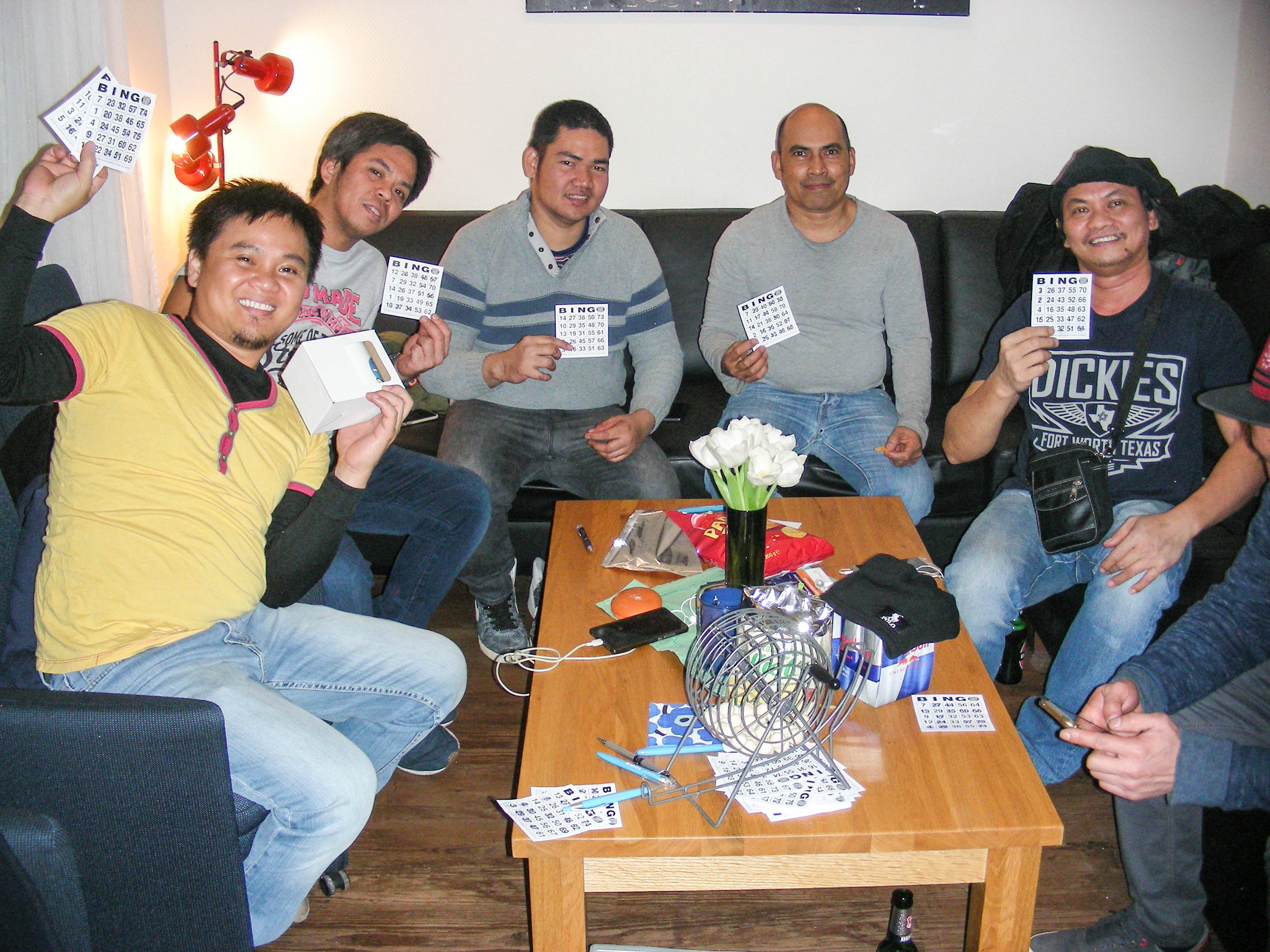
Clubraum
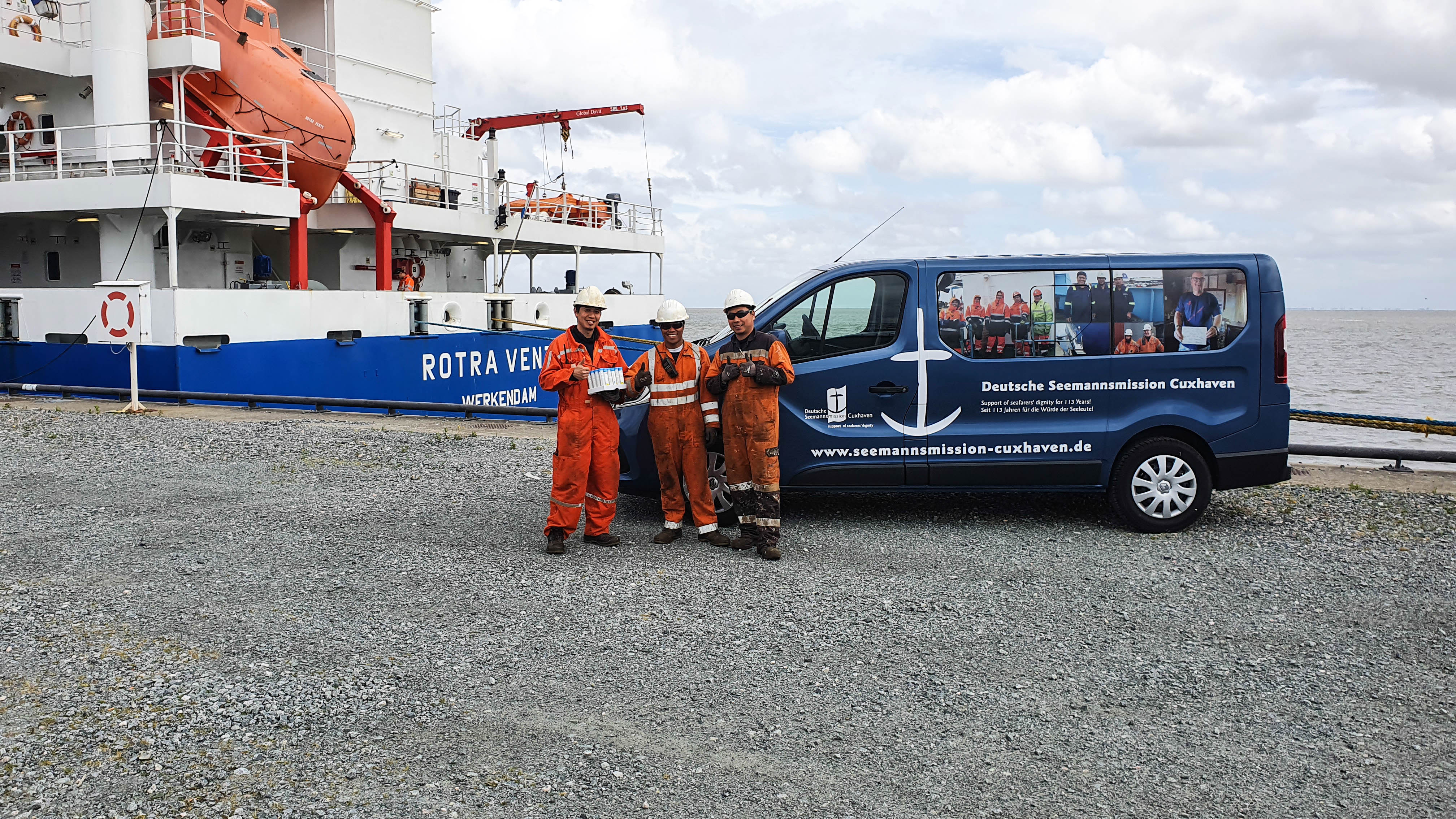
Bordbesuch
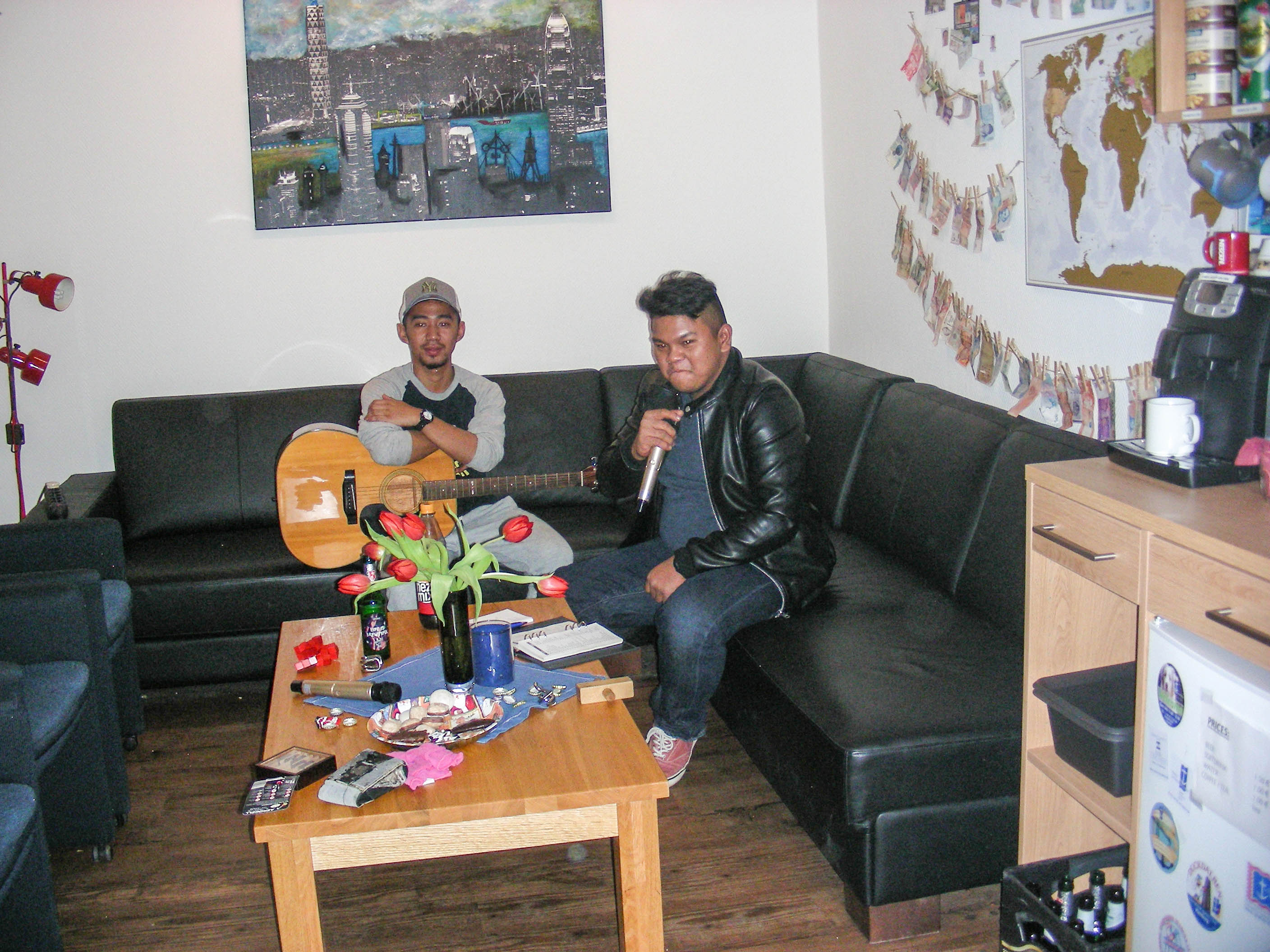
Clubraum
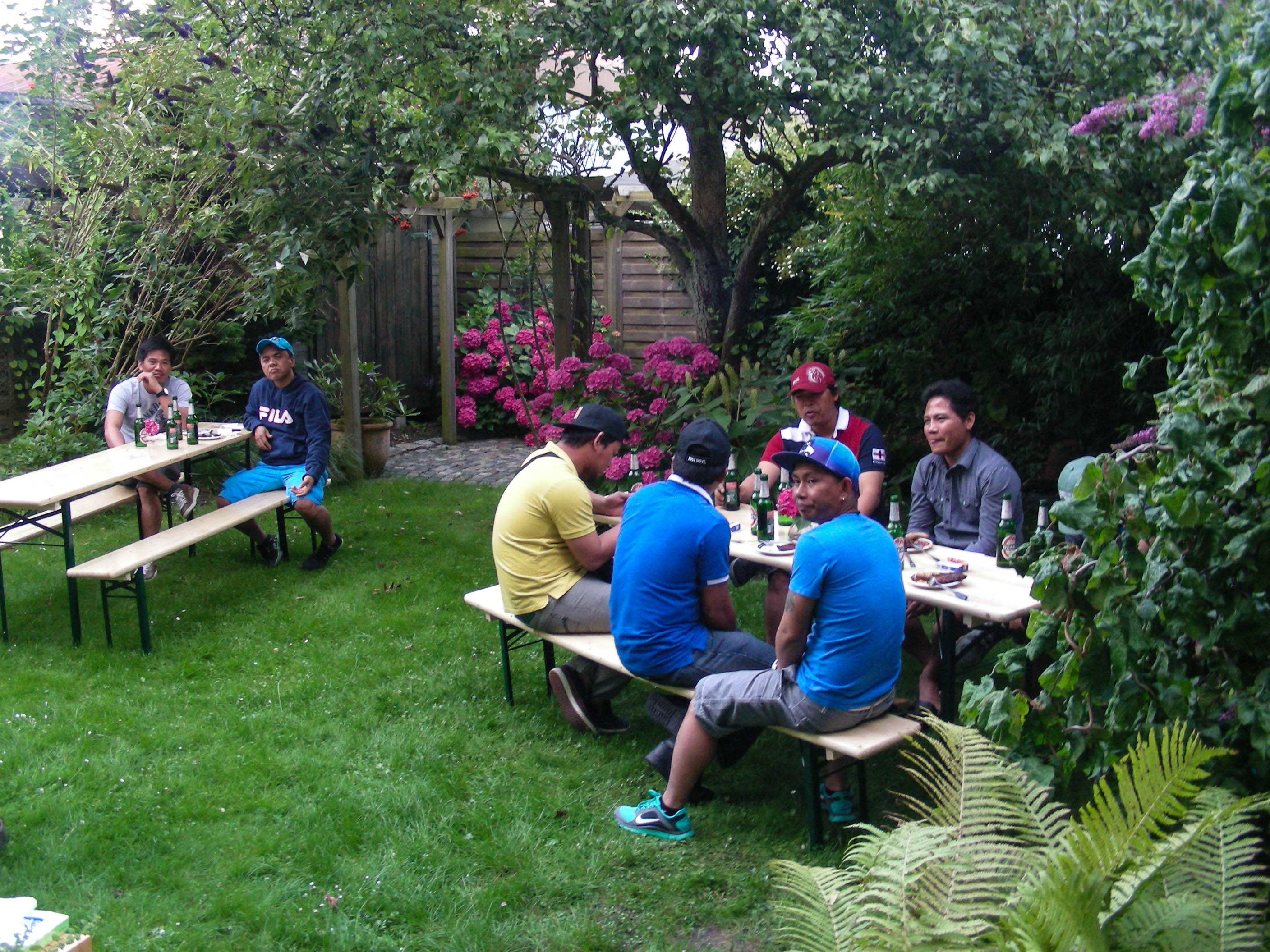
Garten
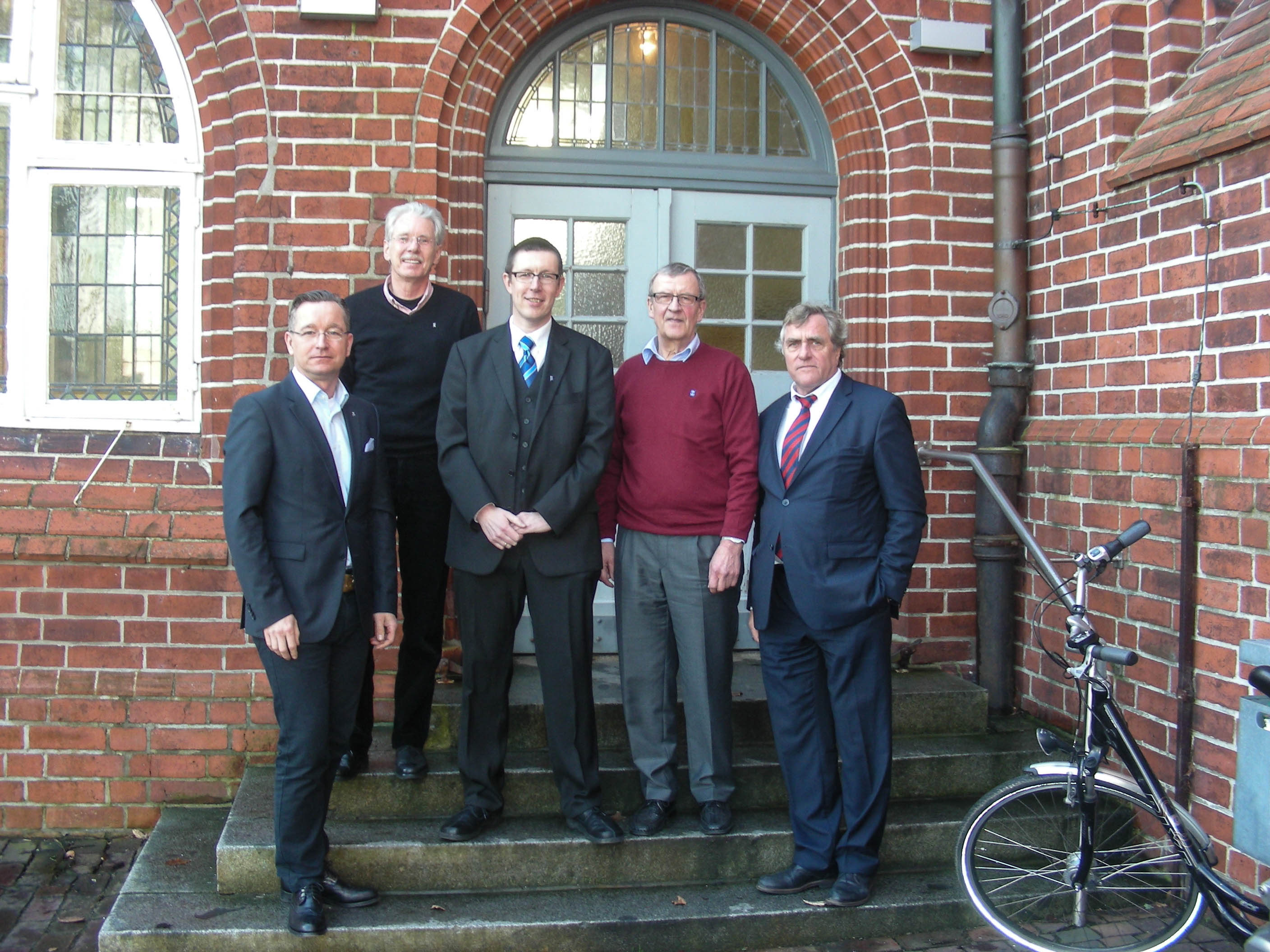
Förderverein